# Gisulf II de Bénévent
Pour les articles homonymes, voir Gisulf.
Gisulf II de Bénévent  (né vers 720 mort en 751) est un duc lombard de Bénévent, il règne en 731 puis de 742 à  751. 

## Biographie
Gisulf II  est le fils de Romuald II et de son épouse Gumperge fille d'Aurora sœur du roi Liutprand. Il succède à son père en 731 mais comme il est très jeune il est écarté du trône par une révolte de palais menée par un certain Adelahis. Le roi Luitprand intervient et impose comme duc son neveu Grégoire pendant que Gisulf est élevé à la cour de Pavie avec un « amour paternel » par le roi. Ce n'est qu'en 742 qu'il récupère son trône à Bénévent et il meurt dès 751 bien que le Chronicon Salernitanum lui attribue un règne de 14 ans.
Gisulf épouse vers 736/737 une certaine Scauniperge «  issue d'une noble lignée  » selon Paul Diacre qui est la mère de son fils :
- Liutprand de Bénévent.